# Miroslav Nentvich
Miroslav „Miro“ Nentvich (* 24. März 1959 in der Tschechoslowakei) ist ein ehemaliger deutscher Eishockeyspieler. Er war Stürmer in der Eishockey-Bundesliga und in der deutschen Eishockeynationalmannschaft.

## Laufbahn
Nentvich begann seine Profilaufbahn bei dem Augsburger EV. Mit der Mannschaft stieg er 1978 in die Eishockey-Bundesliga auf. Nach der Saison 1978/79 wechselte er zum SB Rosenheim um diese nach zwei Jahren in Richtung Mannheim zu verlassen. Unter Trainer Ladislav Olejník wurde er mit dem Mannheimer ERC 1983 Deutscher Eishockey-Vizemeister. Er selbst konnte während seiner Laufbahn in Mannheim bei 118 Hauptrunden-Spielen 87 Scorerpunkte zum Erfolg der Mannschaft beitragen. Vor der Saison 1984/85 wechselte Nentvich zur Düsseldorfer EG. Auch mit dieser Mannschaft sollte er zwei Vizemeistertitel erreichen. Nach fünf Jahren in Düsseldorf unterschrieb Nentvich während der laufenden Saison einen Vertrag bei dem EHC Freiburg, um ein Jahr später, vor der Saison 1990/91, zu den Kölner Haien zu wechseln. Sowohl in Freiburg, als auch in Köln konnte er nicht mehr überzeugen. Ab 1991 spielte er bei dem SC Memmingen in der 2. Eishockey-Bundesliga, in der Saison 1994/95 spielte er noch einige Spiele für den EHC Freiburg. Ab 1995 war er noch für die Amateurmannschaft des AEV in der Landesliga Bayern aktiv.
Nentvich spielte insgesamt viermal für die deutsche Eishockeynationalmannschaft sowie bei zwei Welt- und einer Europameisterschaft für die deutschen Nachwuchsnationalmannschaften.